# Gino Rossini
Gino Rossini, all'anagrafe Luigi Rossini (1900 – 26 ottobre 1948), è stato un politico e partigiano italiano.

## Biografia
Antifascista, iscritto al Partito Socialista Italiano, combatté come partigiano durante la Resistenza e partecipò alla formazione del Comitato di liberazione nazionale di Cremona. Nella città lombarda fu il fondatore dell'ANPI provinciale. Fu eletto sindaco di Cremona nel marzo 1946, primo sindaco del comune democraticamente eletto. Morì dopo una grave malattia il 26 ottobre 1948.